# أليخاندرو ليمبو
اليخاندرو ليمبو (مواليد 15 فبراير 1978) هو لاعب كرة قدم. يلعب مع منتخب الأوروغواي لكرة القدم. سبق له أن لعب في كأس العالم لكرة القدم مع منتخب بلاده.

## روابط خارجية
- اليخاندرو ليمبو على موقع الاتحاد الدولي (مؤرشف)  (الإنجليزية)
- اليخاندرو ليمبو على موقع إي إس بي إن إف سي (الإنجليزية)
- اليخاندرو ليمبو على موقع قاعدة بيانات كرة القدم.إي يو (الإنجليزية)
- اليخاندرو ليمبو على موقع ناشيونال فوتبول تيمز (الإنجليزية)
- اليخاندرو ليمبو على موقع Soccerway.com (الإنجليزية)
- اليخاندرو ليمبو على موقع عالم كرة القدم.نت (الإنجليزية)